# Tranche napolitaine
Ne doit pas être confondu avec le Napolitain.
La tranche napolitaine ou Glace Harlequin, en anglais Neapolitan ice cream, est un dessert d'origine prussienne, créé par le chef français Louis Ferdinand Jungius composé de crèmes glacées de différents parfums généralement trois, moulées et disposées en couches alternées. 
Avant sa célébrité aux Etats-Unis, le dessert était connu sous le nom de Fürst-Pückler-Eis.
Les parfums vanille, chocolat et fraise se sont rapidement imposés comme les plus populaires à l'époque.
En Australie, le cake napolitain est un cake marbré recouvert de glaçage rose inspiré du dessert américain puisqu'il reprend les mêmes couleurs[réf. souhaitée].